# Phoenix (film, 1995)
Pour les articles homonymes, voir Phoenix.
Phoenix est un film américain de science-fiction réalisé par Troy Cook, sorti en 1995.

## Synopsis
La colonie minière sur Titus 4 est fortement traumatisée lorsqu'un groupe d'androïdes génétiquement modifiés prend le contrôle de la station. Tyler McLain, à la tête d'un commando militaire désigné pour étouffer la rébellion, découvre toutefois que contrairement aux apparences, les androïdes ne sont pas aussi menaçants que l'on voudrait le faire croire. Victime d'un complot, il découvre malgré tout le terrible secret des expériences menées sur Titus 4 et l'étonnante vérité sur son identité. Il doit dorénavant utiliser les pouvoirs télékinétiques qu'il ignorait posséder pour vaincre les forces dévastatrices qui cherchent à détruire toute la colonie dans un massacre inter-galactique.

## Fiche technique
- Titre : Phoenix
- Réalisation : Troy Cook
- Scénario : Troy Cook et Jimmy Lifton
- Chefs opérateurs : T. Alexander et Mark Melville
- Montage : Paulette Victor-Lifton
- Musique : Lisa Bloom
- Production : Triads Studios
- Pays d'origine :  États-Unis
- Format : Couleurs -1.33 4/3
- Genre : science-fiction
- Durée : 95 minutes
- Sortie : 1995

## Distribution
- Stephen Nichols : Tyler McClain
- Brad Dourif : Reiger
- Billy Drago : Kilgore
- Denice Duff : Seline
- Peter Murnik : Dillon
- William Sanderson : Miro
- Robert Gossett : Barker
- Betsy Soo : Chin
- Jeremy Roberts : Tanner
- Leland Orser : Docteur Riley
- Robert Clotworthy : homme 1
- Dan Kern : homme 2
- Forbes Riley : contrôleur